# Theora (kodek)
Theora – darmowy, stratny kodek obrazu, stworzony przez Xiph.Org Foundation na podstawie kodeka VP3, który został udostępniony na zasadach FLOSS przez On2 Technologies.
Theora wraz z wcześniej opracowanym przez Xiph.Org kodekiem dźwięku Vorbis oraz kontenerem multimedialnym Ogg, stanowi samodzielny zestaw technologii pozwalających na wolne od opłat i ograniczeń patentowych kodowanie materiału audio i wideo. Jest to rozwiązanie konkurencyjne do innych popularnych kontenerów multimedialnych takich jak AVI, RealMedia, WMV, MOV czy MP4, które wykorzystują opatentowane kodeki dźwięku np. (MP3, AAC+, WMA) i obrazu np. (DivX, MPEG-2 czy H.264).
Nazwa kodeka pochodzi od imienia fikcyjnej postaci – Theory Jones z filmu Max Headroom: 20 Minutes into the Future, a także amerykańskiego programu telewizyjnego Max Headroom, powstałego na podstawie filmu.

## Historia
Pierwsza wzorcowa implementacja (wersja 1.0) pojawiła się 3 listopada 2008. Sam format był jednak zamrożony już od 1 czerwca 2004, więc oprogramowanie stworzone w tym czasie powinno bez problemów odtwarzać i generować finalne pliki Theory.
Wersja 1.1 (nazwa kodowa Thusnelda) pojawiła się 24 września 2009. Przyniosła znaczną poprawę praktycznie pod każdym względem. Poprawił się stosunek jakości obrazu do szerokości strumienia danych, stało się możliwe zarówno kodowanie video wysokiej jakości (wcześniej obraz był rozmyty), jak i przesył na żywo po łączu o ograniczonej przepustowości. Pojawiła się opcja kodowania w dwóch przebiegach. Sam format nie uległ jednak zmianie, więc w przypadku odtwarzania nie ma konieczności uaktualnienia oprogramowania.
Bieżąca (luty 2010) eksperymentalna linia kodu Theory nosi nazwę kodową Ptalarbvorm

## Wdrożenia
Jednymi z pierwszych rzeczywistych wdrożeń Theory były nagrania wykonywane przez firmę Fluendo. Z jej siedziby w Barcelonie nadawano strumień multimedialny w formacie Ogg o przepływności zaledwie około 32 KB/s, do którego odbioru wystarczyła obsługa Javy w przeglądarce. Automatycznie uruchomiał się wówczas eksperymentalny aplet odtwarzacza.
Początkowo szkic specyfikacji HTML 5 zalecał, aby wszystkie przeglądarki obsługiwały format Theora. Później, na skutek protestów ze strony Apple i Nokii, wspomniany fragment został usunięty. Mimo tych problemów kodek w dniu premiery wersji 1.1 był zaimplementowany w przeglądarkach Google Chrome i Mozilla Firefox, później obsługa pojawiła się też w przeglądarce Opera.
W dniu premiery wersji 1.1 najpopularniejszą witryną stosującą format Theora pozostaje Wikipedia. Na oficjalnej stronie fundacji Xiph.Org pojawiła się też krótka lista sprzętowych odtwarzaczy video. Format został zastosowany też w kilku grach.
Od 2009 roku formatu używa też popularny serwis Dailymotion.